# 王祖望
王祖望（？—1661年8月12日（永曆十五年七月丙寅）），字渭起，江西人，南明政治人物。

## 生平
王祖望最初是晉王李定國屬官，擔任烏撒知府，因成功治療王皇后遷任主客郎中；永曆十四年（1660年）十月自禮部右侍郎署任尚書；次年（1661年）五月和任國璽、鄧居詔彈劾馬吉翔、李國泰未得理會，不久就在咒水之難遇害。

## 引用
1. ↑  錢海岳《南明史·卷四·本紀第四》：（永曆十五年七月）丙寅，緬人咒水戕從臣……
2. ↑  錢海岳《南明史·卷五十一·列傳第二十七》：（王）祖望，字渭起，江西人。烏撒知府，醫中宮病癒，遷主客郎中，終禮部右侍郎，署尚書。
3. ↑  錢海岳《南明史·卷二十四·表第十》：永曆十四年欄：王祖望十月右侍郎署（禮部尚書）。
4. ↑  錢海岳《南明史·卷四·本紀第四》：（永曆十五年）五月己酉朔，御史任國璽，郎中王祖望、鄧居詔，疏劾文安侯馬吉翔、司禮監李國泰，不報。
5. ↑  《行在陽秋·卷下》：（永曆十四年九月）授烏撒知府王祖望禮部主客司。祖望，晉王藩前人，能醫。中宮有疾，用其藥而愈。